# Raj
 Ovo je glavno značenje pojma Raj. Za druga značenja pogledajte Raj (razdvojba).
Raj je pojam koji se najčešće rabi u religiji i duhovnosti, a katkada i u filozofiji. Čest je i kao pjesnička figura u poeziji. 
U kontekstu religije i duhovnosti raj kao pojam označava stanje blaženstva u kojemu je čovjekova duša združena s Bogom. Ponekad se još naziva i Kraljevstvo Božje. 
U Bibliji je raj opisan i kao Edenski vrt iz kojega je Bog protjerao Adama i Evu. 
Većina religija u svojim teologijama raj postavlja u iskustvu života poslije smrti. Obično se kao suprotnost raju navodi pakao.
U novije vrijeme prisutna su i drukčija tumačenja raja. Mnogi duhovni učitelji smatraju da je raj stanje svijesti koje se može ostvariti i za čovjekovog ovozemaljskog života. 
Srodni pojmovi raju su Nebo i Nirvana.

## Vanjske poveznice
- fra Bogdan Cvetković: Nebo, Zagreb, 2000.  Arhivirana inačica izvorne stranice od 13. ožujka 2016. (Wayback Machine)